# Asociación de Empresas de Energía Eléctrica
Asociación de Empresas de Energía Eléctrica (aelēc; anteriormente, UNESA) es la organización que agrupa las grandes empresas eléctricas de España, una organización que tiene como objetivo la representación, promoción, gestión y defensa de los intereses generales y comunes de sus miembros y del sector eléctrico. Sus asociados son las cinco grandes empresas eléctricas de España: Endesa, Iberdrola, Naturgy, Repsol y EDP (anteriormente Viesgo).

## Historia
UNESA se constituyó como sociedad anónima en 1944 bajo la denominación de Unidad Eléctrica, S.A y se transformó en asociación empresarial en 1999.
El objetivo que se planteó con su creación era “coordinar el conjunto del sistema eléctrico nacional a nivel suprarregional y supraempresarial, de modo que las instalaciones de cada empresa se pusieran al servicio del abastecimiento integral de la demanda del país, y se pudieran, asimismo, efectuar los intercambios de energía eléctrica necesarios, consiguiendo que los excedentes de las zonas regionales en las que hubiera en un momento dado exceso de producción cubrieran el déficit de oferta existente en otras”. Uno de sus impulsores y primer presidente fue José María Oriol y Urquijo. Presidente de UNESA. La presidenta actual es Marina Serrano.
Las sociedades accionistas fundadoras de UNESA fueron las siguientes:
- Hidroeléctrica Española.
- Sociedad General Gallega de Electricidad.
- Saltos del Duero.
- Hidroeléctrica Ibérica.
- Electra de Viesgo.
- Mengemor.
- Sociedad Minera y Metalúrgica de Peñarroya.
- Energía Eléctrica de Cataluña.
- Compañía de Riegos y Fuerzas del Ebro.
- Compañía Sevillana de Electricidad.
- Compañía de Fluido Eléctrico.
- Eléctricas Reunidas de Zaragoza.
- Energía e Industrias Aragonesas.
- Compañía Eléctrica de Langreo.
- Unión Eléctrica Madrileña.
- Saltos del Alberche.
- Hidroeléctrica del Chorro.